# Carlos Agostinho do Rosário
Carlos Agostinho do Rosário (født 26. oktober 1954) er en Mozambicansk politiker, der har været premierminister i Mozambique siden 17. januar 2015. Han er medlem af FRELIMO og tjener under præsident Filipe Nyusi. Han arbejdede som embedsmand i 1970'erne og var guvernør i Zambezia-provinsen mellem 1987 og 1994. Senere tjente han en kort periode som MP i 1994, før han blev minister for landbrug og fiskeri, i hvilken stilling han tjente indtil 1999. Derefter blev han en diplomat i Asien; forud for hans udnævnelse som premierminister tjente Rosario som ambassadør i Indonesien.